# روجر بوب
روجر بوب (بالإنجليزية: Roger Pope) هو مجدف بريطاني، ولد في 12 سبتمبر 1934، وتوفي في 2016.